# نورا (اسم)
نورا اسم علم مؤنث فينيقي: أصله يعود للحضارة الفينيقية .
وهو اسم علم شخصي مؤنث، وله انتشار في العالم العربي والغربي.

## الشخصيات
- نورا، ممثلة من مواليد القاهرة وهي شقيقة الفنانة بوسي، حاصلة على بكالوريوس تجارة، اعتزلت التمثيل في عام 1996.